# 黃扆 (嘉靖丁未進士)
黃扆（1513年—？），字思瞻，號少陂，陝西西安府咸寧縣人，明朝政治人物。

## 生平
嘉靖十六年（1537年）丁酉科陝西鄉試第三十三名舉人，二十六年（1547年）中式丁未科會試第一百八十七名，三甲第八十二名進士。工部觀政，授衛輝府推官，升工部主事、工部員外郎、戶部郎中，出為彰德府知府，謫汾州同知，升汝州知州、重慶府同知，致仕歸里。

## 家族
曾祖黃壽宗，教授；祖父黃如籥，知縣；父黃鏜，府通判。母魏氏。弟黃表。子黃道亨，萬曆戊戌進士。